# 199838 Hafili
199838 Hafili este o planetă minoră (asteroid) din centura de asteroizi. A fost descoperită pe 11 martie 2007 la Vicques⁠(d) de Michel Ory⁠(d). 
Obiectul prezintă o orbită caracterizată de o semiaxă mare de 2,7398218645148 UAi, o excentricitate de 0,17, o înclinație de 8,3 ° în raport cu ecliptica.